# Augusto Novelli

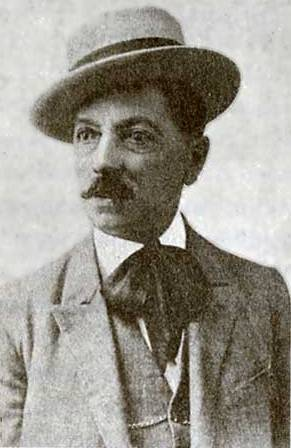
Augusto Novelli

Augusto Novelli, pseudonym Novellino, född 7 januari 1867 i Florens, död 7 november 1927 i Carmignano, var en italiensk författare och journalist.
Novelli grundlade det socialistiska partiet i Florens och förfäktade sina idéer med ett temperament, vilket vid ett flertal tillfällen åsamkade honom fängelsestraff. Han författade en rad komedier och övergick sedermera helt till dramatiskt författarskap. Av hans arbeten kan nämnas L'amore sui tetti (1890), La vergine del Lippi (1890), Canto de delinquente (1895), Una scossa ondulatoria (1895) och Ultimi drammi: Dopo, II peccato (1899). Han startade även tidningen "II vero monello".